# Women in Architecture Awards
Women in Architecture Awards es un conjunto de reconocimientos que se entregan anualmente a las mujeres que se destacan en el campo de la arquitectura.

## Características
Los premios fueron creados por las publicaciones inglesas The Architectural Review y The Architects’ Journal, con el objetivo de inspirar un cambio en la profesión de la arquitectura celebrando los diseños de calidad en todo el mundo y promoviendo modelos para las jóvenes mujeres que practican.

## Categorías
- Premio Jane Drew: El premio reconoce una trayectoria que haya contribuido al status de las mujeres en arquitectura.[2] Se otorgó por primera vez en 1998. Luego se interrumpió y se continuó en 2012.
- Architect of the Year Award: premia a una arquitecta por un proyecto finalizado recientemente. Se entregó entre 2012 y 2019,
- Moira Gemmill Prize for Emerging Architecture: recibe su nombre de Moira Gemmill, quien fuera curadora de diseño del Museo Victoria & Albert. Se entrega a una profesional joven. Se otorgó por primera vez en 2012.
- Ada Louise Huxtable Prize: Lleva el nombre de la crítica estadounidense de arquitectura Ada Louise Huxtable. El premio reconoce los aportes individuales en el campo expandido de la arquitectura que hayan contribuido significativamente a la construcción del ambiente. Se otorgó por primera vez en 2015.
- MJ Long Prize for Excellence in Practice: En honor a Mary Jane Long, reconoce la excelencia en la práctica de arquitectas que trabajan en Reino Unido. Se entrega desde 2020.

## Ganadoras
|      | Premio Jane Drew                  | Architect of the Year Award                              | MJ Long Prize for Excellence in Practice                   | Moira Gemmill Prize for Emerging Architecture                                                   | Ada Louise Huxtable Prize |
| ---- | --------------------------------- | -------------------------------------------------------- | ---------------------------------------------------------- | ----------------------------------------------------------------------------------------------- | ------------------------- |
| 1998 | Kathryn Gustafson                 |                                                          |                                                            |                                                                                                 |                           |
| 2012 | Zaha Hadid                        | Michal Cohen y Cindy Walters                             |                                                            | Hannah Lawson                                                                                   |                           |
| 2013 | Eva Jiřičná                       | Alison Brooks                                            |                                                            | Olga Felip                                                                                      |                           |
| 2014 | Kathryn Findlay                   | Francine Houben                                          |                                                            | Julia King                                                                                      |                           |
| 2015 | Yvonne Farrell y Shelley McNamara | Teresa Borsuk                                            |                                                            | Tatiana von Preussen, Catherine Pease y Jessica Reynold                                         | Jane Priestman            |
| 2016 | Odile Decq                        | Jeanne Gang / Arcus Center                               |                                                            | Gabriela Etchegaray Cerón                                                                       | Julia Peyton-Jones        |
| 2017 | Denise Scott Brown                | Gabriela Carrillo / Juzgados de Pátzcuaro                |                                                            | Rozana Montiel                                                                                  | Rachel Whiteread          |
| 2018 | Amanda Levete                     | Sandra Barclay / Museo de Paracas                        |                                                            | Gloria Cabral                                                                                   | Madelon Vriesendorp       |
| 2019 | Elizabeth Diller                  | Sheila O’Donnell / Central European University, Budapest |                                                            | Xu Tiantian                                                                                     | Hélène Binet              |
| 2020 | Yasmeen Lari                      |                                                          | Tracy Meller / Centre Building, London School of Economics | Francesca Torzo                                                                                 | Beatriz Colomina          |
| 2021 | Kate Macintosh                    |                                                          | Alice Brownfield / Kiln Place                              | Ariadna Artigas, Anna Clemente, Eulàlia Daví, Cristina Gamboa, Laura Lluch y Núria Vila (Lacol) | Lesley Lokko              |
| 2022 | Farshid Moussavi                  |                                                          | Fiona Monkman / Centurion Close                            | Swati Janu                                                                                      | Mona Hatoum               |
| 2023 | Kazuyo Sejima                     |                                                          |                                                            |                                                                                                 | Phyllis Lambert           |